# When a Stranger Calls (película de 1979)
When a Stranger Calls o Llama un extraño es una película culto de terror estrenada el 26 de octubre de 1979 y  dirigida por Fred Walton.

## Sinopsis
La joven estudiante de secundaria, Jill Johnson (Carol Kane), durante una larga noche siendo niñera, es acosada hasta el punto de sentir que la están observando en todo momento, a causa de un extraño que la llama por teléfono preguntando si ha subido a ver los niños.
Tras ese suceso, siete años después, el extraño vuelve a atormentarla.

## Reparto
- Carol Kane............... Jill Johnson
- Charles Durning .......... John Clifford
- Colleen Dewhurst .......... Tracy
- Rutanya Alda.............. Sra. Mandrakis
- Carmen Argenziano........... Dr. Mandrakis
- Kirsten Larkin.............. Nancy
- William Boyett .............. Sgto. Sacker
- Ron O'Neal ...................El teniente Charlie Garber
- Rachel Roberts ............... Dra. Monk
- Tony Beckley ............... Curt Duncan
- Michael Champion .............. Bill
- Joseph Reale................... Barman
- Ed Wright..................... Hombre jubilado
- Louise Wright................. Mujer jubilada
- Carol Tillery Banks ............ Sra. Garber
- Lenora May ................. Sharon[2]

## Curiosidades
- La película tuvo una secuela en la que participaron los dos actores principales Carol Kane y Charles Durning, y un remake renovado en el 2006 con el mismo título (When a Stranger Calls).

- El actor Tony Beckley, que interpretaba al asesino Curt Duncan, tenía una enfermedad terminal y falleció poco después del rodaje. Fred Walton le dedicó la secuela que se rodó en 1993 titulada, When A Stranger Calls Back.

- La película se proyectó en otros países con títulos como Das kommt um Grauen Zehn en Alemania y en Francia como Terreur sur la ligne 'a'.

- Una de las diferencias principales con su remake es el final. En la original los niños a los que Jill cuida son terriblemente estrangulados a manos de Curt Duncan, mientras que en el remake logra salvarlos.